# Milojko Drulović

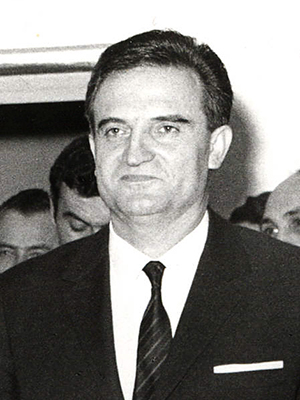
Milojko Drulović (1969)

Milojko „Čiča“ Drulović (* 24. Februar 1923 bei Nova Varoš, Jugoslawien; † vermutlich 3. Januar 1989) war ein jugoslawischer Journalist, Politiker und Diplomat.
Er trat 1941 der Kommunistischen Partei Jugoslawiens bei und beteiligte sich am Kampf der Partisanen gegen die deutschen Besatzer. Nach Kriegsende hatte er auf regionaler Ebene Funktionen in Partei und Armee inne. Er studierte Rechtswissenschaften an der Universität Belgrad und war in den 1960er Jahren in führender Position bei der Ideologiekommission des ZK des serbischen Landesverbandes des Bundes der Kommunisten Jugoslawiens (BdKJ) tätig. Von 1959 bis 1969 gehörte er dem ZK des serbischen Landesverbandes des BdKJ an, von 1969 bis 1982 dem ZK der Partei auf Bundesebene.
1967 bis 1971 war er Direktor und Chefredakteur der Zeitung Politika. Von 1973 bis 1978 war er jugoslawischer Botschafter in der Volksrepublik China, ab 1982 jugoslawischer Botschafter in der Sowjetunion.

## Werke
- Samoupravna demokratija, 1972; deutsche Ausgabe: Arbeiterselbstverwaltung auf dem Prüfstand. Erfahrungen in Jugoslawien, 1976, ISBN 3-8012-1087-1